# لاري دونل
لاري دونل (بالإنجليزية: Larry Donnell)‏ هو لاعب كرة قدم أمريكية أمريكي، ولد في 1 نوفمبر 1988 في أوزارك في الولايات المتحدة.

## وصلات خارجية
- لاري دونل على موقع إي إس بي إن.كوم (أن.أف.أل)3
- لاري دونل على موقع مرجع كرة القدم المحترفة.كوم (الإنجليزية)